# Curt van de Sandt

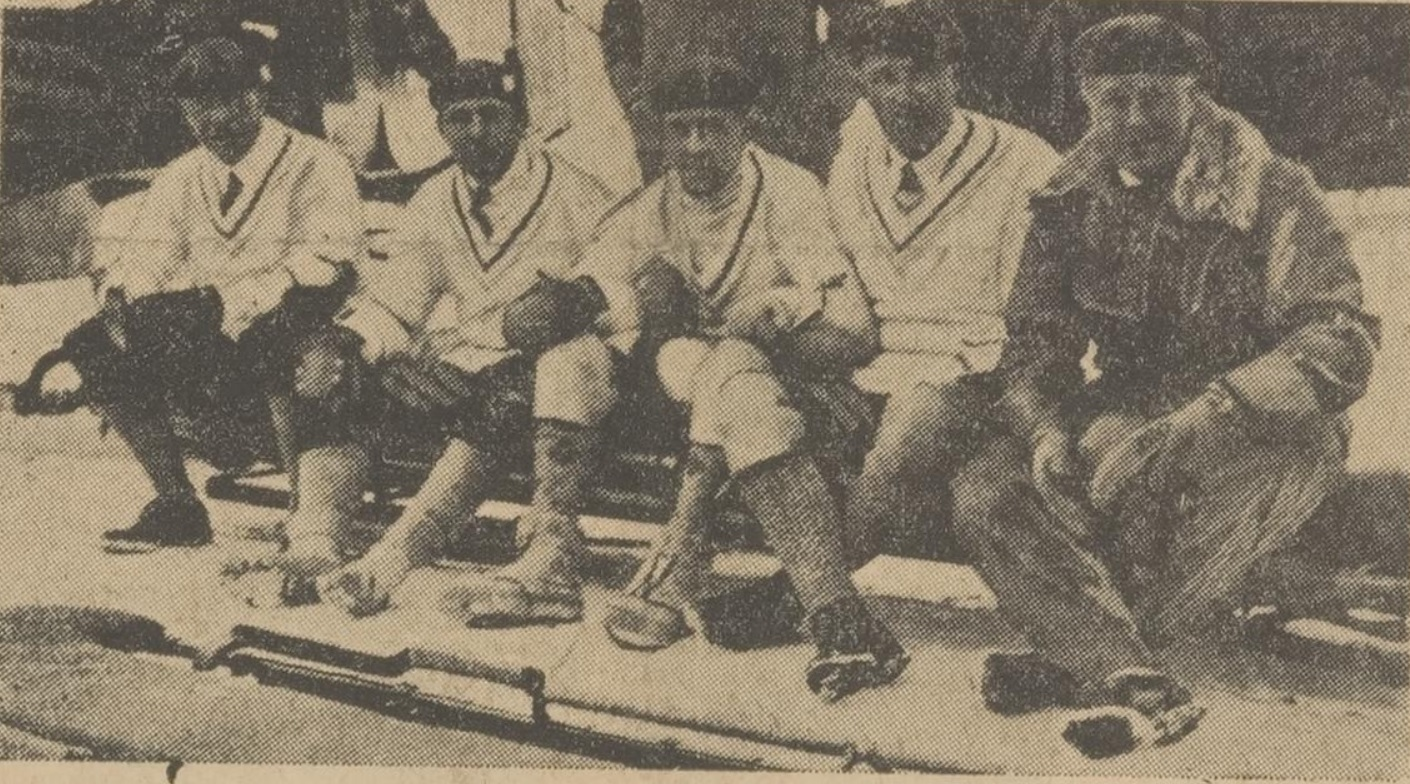
De Nederlandse ploeg op de Olympische Winterspelen 1928.
V.l.n.r.: Curt van de Sandt, J.P. Delprat, E.L. Teixeira de Mattos, H.L. Dekking, J.H.P.F. Menten.

Curt Alfred Richard van de Sandt (Hamburg, 28 juni 1885 – Genève, 3 augustus 1930) was een Duits-Nederlands bobsleeër. Hij werd in 1921 tot Nederlander genaturaliseerd en was in 1928 lid van het eerste Nederlandse bobsleeteam dat deelnam aan de Olympische Winterspelen.

## Olympische Winterspelen 1928
Nederland vaardigde in 1928 voor het eerst een Olympische ploeg af naar de Winterspelen in Sankt Moritz, nadat in 1924 Chamonix-Mont-Blanc de eer had de eerste Olympische Spelen voor wintersporten te organiseren. Twee schaatsers en vijf bobsleeërs vormden de ploeg in Sankt Moritz.
Samen met Henri Louis Dekking, Jacques Paul Delprat, Edwin Louis Teixeira de Mattos en Hubert Menten vormde stuurman Van de Sandt het bobsleeteam. Hun aanvoerder was Hubert Menten. Deelname aan de Olympische Spelen ging bijna niet door nadat Van de Sandt tijdens een oefenrun zijn pols verzwikte en teamgenoot Paul Delprat verwondingen aan zijn scheenbeen opliep. Ook andere deelnemers raakten gewond, maar er bleek geen verbandkist te zijn. Het Vaderland en NRC publiceerden berichten dat het Nederlandse team niet aan de start zou verschijnen. De kranten kregen geen gelijk, Nederland deed mee en werd 12e in een veld van 23 deelnemende teams.

## Zwitserse Winterspelen 1929
In 1929 deed Van de Sandt mee aan de Zwitserse Winterspelen. Samen met de Poolse graaf Jerzy Potulicki-Skórzewski maakte hij in de eerste run de beste tijd. Het toernooi bestond uit vier runs. Zijn laatste run vestigde een toernooirecord, waardoor hij het kampioenschap won.
Curt van de Sandt was Griekse consul in Wiesbaden en verhuisde later naar Genève. Hij had een Griekse echtgenote, Nina Oikinomou, maar geen kinderen.